# Konishi Yukinaga

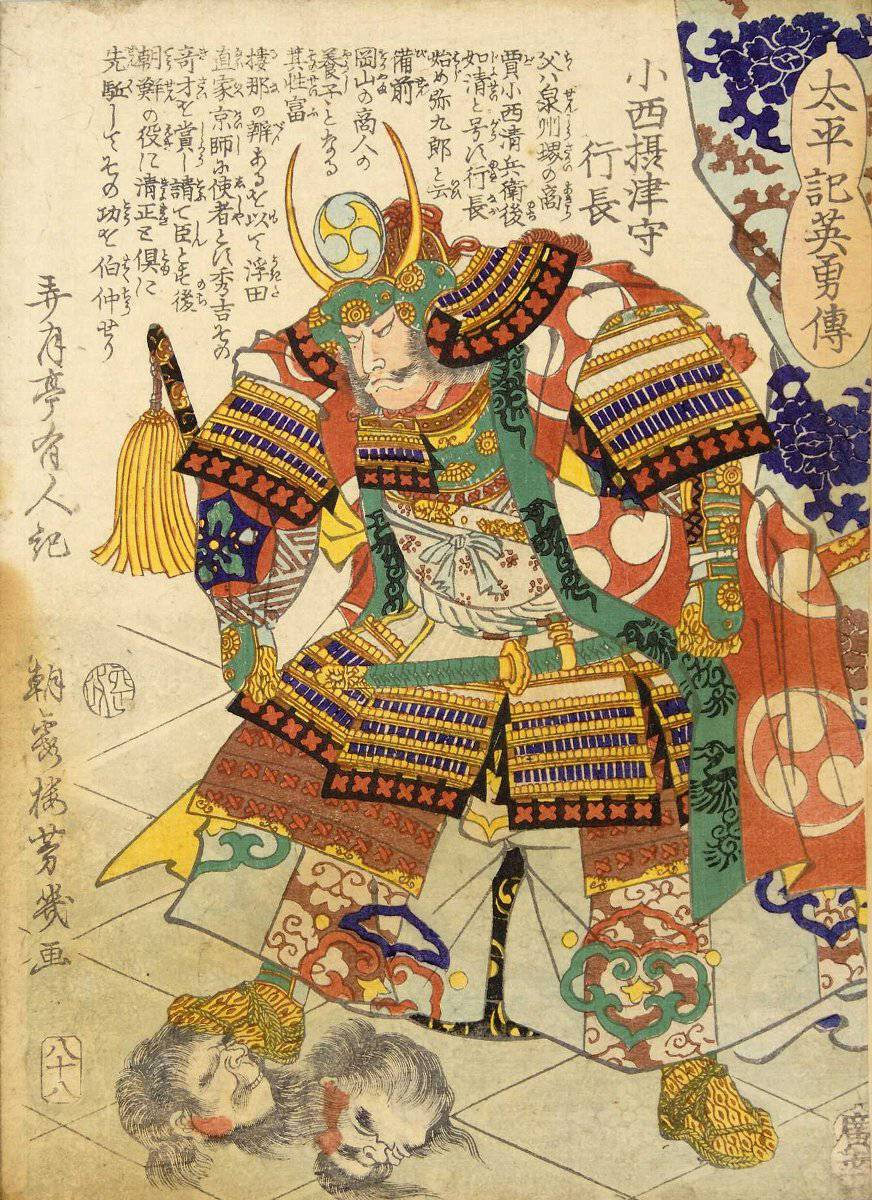
Konishi Yukinaga

Konishi Yukinaga (japanisch 小西 行長; † 6. November 1600) war ein bedeutender Feldherr der Sengoku-Zeit.

## Leben und Wirken
Konishi Yukinaga war der Sohn eines Apothekers der Stadt Sakai in der Provinz Izumi. Er wurde von einem Samurai des Ukita Hideie (1572–1655), Daimyō von Okayama (Provinz Bizen), adoptiert. Als sich dann 1577 Hideie Toyotomi Hideyoshi ergeben musste, beauftragte er Yukinaga mit den Verhandlungen. Hideyoshi war von dem jungen Mann beeindruckt, nahm ihn in seine Dienste auf, gewährte ihm ein Einkommen von 10.000 Koku und gab ihm erst den zeremoniellen Titel eines „Vorsteher der Kanzlei der Zimmerleute“ (内匠頭, Takumi no kami) und danach den zeremoniellen Titel eines Gouverneurs von Settsu (摂津守, Settsu no kami).
Yukinaga bewährte sich auf dem Kyūshū-Feldzug und erhielt die halbe Provinz Higo mit einem Einkommen von 240.000 Koku. Er ließ sich daraufhin in Udo nieder. 1583 ließ er sich auf den Namen Augustinus (アウグスティヌス, Augusutinusu) taufen und wird unter diesem Namen in den Briefen der Missionare erwähnt.
Zur Zeit des Krieges gegen Korea wurde er – wie auch Katō Kiyomasa – mit einer Vorhut betraut. So war er der Erste, der Fusan erreichte. Nachdem er die Stadt erobert hatte marschierte er weiter in Richtung Hauptstadt, worauf der König mit dem ganzen Hof die Flucht ergriff. Yukinaga trieb ihn bis nach Pjöngjang an der chinesischen Grenze, bekam ihn aber nicht zu fassen. Kurz darauf wurde er von einer großen chinesischen Armee angegriffen und musste sich nach Seoul zurückziehen.
Yukinaga begleitete 1595 eine chinesische Mission zu Friedensverhandlungen nach Japan. Nachdem die Verhandlungen abgebrochen worden waren, ging er wieder nach Korea zurück. Nach Hideyoshis Tod 1598 kehrte er nach Japan zurück, nahm dann an der Schlacht von Sekigahara an der Seite Ishida Mitsunaris gegen Tokugawa Ieyasu teil, musste sich schließlich Kuroda Nagamasa ergeben. Er wurde zum Tode verurteilt und auf Rokujō-gawara zusammen mit Katsushige, dem Priester Ankokuji Ekei (安国寺恵瓊) und anderen enthauptet.